# Maurice de Broglie
Louis-César-Victor-Maurice, 6è duc de Broglie (27 d'abril de 1875 - 14 de juliol de 1960) fou un físic francès.

## Biografia

### Joventut
De Broglie va néixer a París, fill de Victor de Broglie. El 1901 es va casar amb Camille Bernou de Rochetaillée (1888–1966) a París. Van tenir una filla, Laure, nascuda el 17 de novembre de 1904, que va morir als 6 anys, el 12 de juny de 1911. Va accedir al títol de duc de Broglie a la mort del seu pare el 1906. Va morir el 14 de juliol de 1960 en Neuilly-sur-Seine. El seu únic fill havia mort gairebé mig segle abans i, per tant, el seu germà Louis va succeir-lo com a duc.
Havent-se graduat a l'escola d'oficials de marina, Maurice de Broglie va estar nou anys a l'Armada francesa, servint en una canonera a Bizerta i a l'Esquadró Mediterrani. Durant el seu servei es va interessar en la física i va començar a fer recerca sobre l'electromagnetisme. De Broglie va desafiar els desitjos de la seva família i va deixar l'armada el 1904 per seguir una carrera científica. Va estudiar amb Paul Langevin al Collège de France de París, obtenint el seu doctorat el 1908.

### Carrera
De Broglie va fer avenços en l'estudi de la difracció de raigs-X i l'espectroscòpia. Durant la Primera Guerra Mundial va treballar en comunicacions radiofòniques per l'armada. Després que la guerra, va reprendre la seva recerca en un gran laboratori a casa seva. Ocasionalment va col·laborar amb el seu germà petit Louis, qui va seguir el seu exemple professional i va formar-se com a físic, essent els dos coautors d'un article el 1921. Després de l'ascens a la fama de Louis de Broglie a la dècada de 1920, a partir d'algunes de les seves investigacions conjuntes, Maurice va seguir la seva pròpia recerca. Mentre Louis era principalment un teòric, Maurice era pròpiament el físic experimental par excellence.
De Broglie va esdevenir membre de l'Académie des Sciencies el 1924 i l'any 1934 va ser elegit a l'Acadèmia francesa, substituint l'historiador Pierre de La Gorce. Va tenir l'honor únic de donar la benvinguda al seu propi germà a l'Acadèmia en l'ingrés d'aquest darrer. El 1942 va succeir el seu mentor, assumint la càtedra de física de Langevin al Collège de France. També va ser elegit a la Royal Society de Londres el 23 de maig de 1940, de la qual n'havia rebut la Medalla Hughes el 1928.